# Brkač
Brkač (en italien : San Pancrazio ou Bercaz) est une localité de Croatie située en Istrie, dans la municipalité de Motovun, dans le comitat d'Istrie. En 2001, la localité comptait 145 habitants.

## Démographie
| 1948 | 1953 | 1961 | 1971 | 1981 | 1991 | 2001 |
| ---- | ---- | ---- | ---- | ---- | ---- | ---- |
| 411  | 338  | 296  | 200  | 201  | 145  | 145  |